# Bòleron
Bòleron (en grec medieval Βολερόν) va ser el nom d'una regió i d'un tema o província civil i militar de l'Imperi Romà d'Orient situada al sud-oest de Tràcia i que va existir durant l'edat mitjana.
La regió es menciona per primera vegada a la meitat del segle ix a la Vida de Sant Gregori de Decàpolis, i designava la zona inclosa entre el riu Nestos a l'oest, la serralada de Ròdope al nord, el congost de Korpiles a l'est i la mar Egea al sud. A principis del segle xi es va convertir en una unitat administrativa diferenciada, però la seva història és confosa. Era una diòcesi (districte fiscal) el 1047. El 1083 hi ha constància que era un tema independent amb almenys dues bandes conegudes, Mosinòpolis i Periteorion, però de forma més freqüent es diu que forma part d'una província que reagrupava els temes més antics de Tessalònica i Estrímon.
Després de la dissolució de l'Imperi Romà d'Orient per la Quarta Croada, la regió es va incorporar als territoris del Regne de Tessalònica i va seguir la seva mateixa sort fins que va ser conquerida per l'Imperi de Nicea. Aproximadament cap al 1246, Joan III Ducas Vatatzes va establir la província separada de Bòleron-Mosinòpolis. A principis del segle xiv, sota els emperadors Paleòlegs, es va tornar a unir amb Estrímon i amb Serres formant un tema més ampli, però cap al 1344 ja no tenia gaire importància, ja que un document datat a aquell any considera Bòleron (juntament amb Serres, Estrímon i altres localitats) un simple kastron (un petit districte al voltant d'un assentament fortificat) en lloc d'un tema.